# Anne Teresa De Keersmaeker
Anne Teresa, Baronessa De Keersmaeker (Malines, 11 giugno 1960) è una ballerina e coreografa belga.

## Biografia
Dopo gli studi con il Ballet du XXe siècle di Maurice Béjart e alla Tisch School of the Arts di New York, Keersmaeker debuttò come coreografa a Bruxelles nel 1980 con Asch, a cui seguì due anni più tardi il grande successo di Fase, su musica di Steve Reich, debuttato negli Stati Uniti e portato in scena anche al Festival d'Avignone. Il successo del pezzo spinse la coreografa a fondare una propria compagnia di danza nel 1983, chiamata Rosas, che si affermò nel corso degli anni ottanta con gli acclamati Elena's Aria (1984), Bartók/Aantekeningen (1986), Verkommenes Ufer/Medeamaterial Landschaft mit Argonauten (1987), Mikrokosmos-Monument Selbstporträt mit Reich und Riley (und Chopin ist auch dabei)/In zart fliessender Bewegung - Quatuor Nr.4, (1987), Ottone, Ottone (1988), Stella (1990) ed Achterland (1990).
Nel 1992 Bernard Foccroulle, direttore di La Monnaie/De Munt a Bruxelles, offrì a Rosas di diventare la compagnia di danza stabile al teatro, un ruolo che con la sovrintendenza di Keersmaeker mantenne fino al 2007. In questo periodo la coreografa fondò anche una propria scuola di ballo, i Performing Arts Research and Training Studios (PARTS), nata a Bruxelles nel 1995. Nel 1996 Alberto II del Belgio le conferì il titolo di baronessa per i suoi servizi alla danza. Nel 1998 fece il suo debutto alla regia di un'opera con Il castello di Barbablù di Béla Bartók in scena a La Monnaie, dirigendo in seguito anche I due Foscari (2003) e Così fan tutte (2017). Nel 2011 accusò Beyoncé di plagio, ritenendo che le due coreografie di Rosas Rosas Danst Rosas e Achterland fossero state usate illecitamente per il video musicale di Countdown. Nel 2019 ha fatto il suo debutto a Broadway coreografando un revival del classico West Side Story per la regia di Ivo van Hove.